# Filmfare Critic's Award du meilleur film
Le Filmfare Critic's Award du meilleur film (Filmfare Critics Award for Best Film) est un prix remis par le magazine Filmfare lors de la cérémonie annuelle des Filmfare Awards.

## Liste des lauréats

### Années 1970
- 1971 : Uski Roti – Mani Kaul
- 1972 : Ashadh Ka Ek Din (Un jour de mousson) – Mani Kaul
- 1973 : Maya Darpan – Kumar Shahani
- 1974 : Duvidha – Mani Kaul
- 1975 : Rajnigandha – Basu Chatterjee
- 1976 : Aandhi – Gulzar
- 1977 : Mrigayaa (La Chasse royale) – Mrinal Sen
- 1978 : Les Joueurs d'échecs – Satyajit Ray
- 1979 : Arvind Desai Ki Ajeeb Dastaan – Saeed Akhtar Mirza

### Années 1980
- 1980 : Jeena Yahan – Basu Chatterjee
- 1981 : Albert Pinto Ko Gussa Kyon Aata Hai – Saeed Akhtar Mirza
- 1982 : Aadharshila – Ashok Ahuja
- 1983 : Masoom – Shekhar Kapur
- 1984 : Sookha – M.S. Sathyu
- 1985 : Damul – Prakash Jha
- 1986 : Aghaat – Govind Nihalani
- 1987 - Pas d'attribution
- 1988 - Pas d'attribution
- 1989 : Om-Dar-Ba-Dar – Kamal Swaroop

### Années 1990
- 1990 : Khayal Gatha – Kumar Shahani
- 1991 : Kasba – Kumar Shahani
- 1992 : Diksha – Arun Kaul
- 1993 : Idiot – Mani Kaul
- 1994 : Kabhi Haan Kabhi Naa – Kundan Shah
- 1995 : La Reine des bandits – Shekhar Kapur
- 1996 : Bombay – Mani Ratnam
- 1997 : Khamoshi: The Musical – Sanjay Leela Bhansali
- 1998 : Virasat – Priyadarshan
- 1999 : Satya – Ram Gopal Varma

### Années 2000
- 2000 : Sarfarosh – John Matthew Matthan
- 2001 : Halo – Santosh Sivan
- 2002 : Dil Chahta Hai – Farhan Akhtar
- 2003 : The Legend of Bhagat Singh – Rajkumar Santoshi
- 2004 : Munna Bhai M.B.B.S. – Rajkumar Hirani
- 2005 : Yuva – Mani Ratnam et Dev – Govind Nihalani
- 2006 : Black – Sanjay Leela Bhansali
- 2007 : Lage Raho Munna Bhai – Rajkumar Hirani
- 2008 : Chak De! India – Shimit Amin
- 2009 : Mumbai Meri Jaan – Nishikanth Kamath

### Années 2010
- 2010 : Firaaq de Nandita Das
- 2011 : Udaan de Vikramaditya Motwane
- 2012 : Zindagi Na Milegi Dobara de Zoya Akhtar
- 2013 : Gangs of Wasseypur d'Anurag Kashyap
- 2014 : The Lunchbox de Ritesh Batra
- 2015 : Ankhon Dekhi de Rajat Kapoor
- 2016 : Piku (en) de Shoojit Sircar
- 2017 : Neerja de Ram Madhvani[1]
- 2018 : Newton (en) de Amit V Masurkar
- 2019 : Andhadhun de Sriram Raghavan